# Lionel Agbo
Pour l’article homonyme, voir Agbo.
Jacques Lionel Agbo est un avocat et homme politique franco-béninois ayant exercé au Barreau de Paris et au Barreau du Bénin. Candidat aux élections présidentielles de 1996, 2001 et 2006, il est le fondateur du Congrès Africain des Démocrates, parti politique créé en 1997. Il est un des opposants de Yayi Boni.  

## Biographie

### Éducation et formation
Né le 14 août 1950 à Allada au Bénin, Jacques Lionel Agbo est le fils de diplomates béninois affectés au Consulat du Bénin à Paris puis à l'Ambassade. Lionel Agbo est placé à l'internat des Pères Jésuites du collège Saint-Michel des Pérais à Parignet Le Polin où il suit une éducation religieuse très stricte, avant de commencer des études de sociologie et d'économie. Son parcours se poursuit jusqu'en 1978 avec une licence et une maîtrise de droit à l'Université de Paris-X, puis l'obtention du Certificat d'Aptitude à la Profession d'Avocat (CAPA).

### Carrière juridique
Lionel Agbo prête le serment d'Avocat le 14 décembre 1980 à la Cour d'appel de Paris où il exerce jusqu'en 1998 principalement en tant qu'avocat pénaliste. Il a notamment plaidé aux côtés de l'Avocat Thierry Herzog.

### Carrière politique
De retour dans son pays natal, Lionel Agbo, alors âgé de 46 ans, s'est porté candidat aux élections présidentielles de 1996, puis à celles de 2001 après avoir créé son propre parti politique, le Congrès Africain des Démocrates (CAD). Le plus jeune candidat aux élections de 1996, ironiquement appelé le "venu de France", marque son retour au Bénin par une course à la Présidence malgré l'absence de soutien et d'expérience politiques.  Réputé pour son éloquence flamboyante et son enthousiasme d'avocat, il sera à nouveau candidat aux élections de 2006 pour la succession de Mathieu Kérékou qui amènera Yayi Boni à la Présidence de la République.
En 2007 il est nommé conseiller spécial du Président Yayi Boni et membre de l’Autorité de Régulation des Postes et Télécommunications, avant de devenir en 2008 Porte-Parole du Président et en 2009 chef de la cellule communication de la Présidence.
Il met fin à ses fonctions politiques sous le régime de Yayi Boni en 2012.
Lionel Agbo renonce à se présenter aux dernières élections de 2016 qui ont porté Patrice Talon à la tête de l'État béninois. Il critique à ce moment le contexte dans lequel se déroulent les campagnes électorales des différents candidats, dénonçant le montant excessif du plafond des frais de campagne fixé à 2 milliards 500 millions de francs CFA par l'article 110 de la loi 2013-06 portant code électoral en République du Benin : 
"Il faut se rendre à l'évidence, la loi 2013-06 a porté le plafond pour un candidat à 2 milliards 500 millions. Pour moi c'est déjà un scandale dans un pays où le smig est à 39000 et il n'est même pas appliqué. (...) Mais nous savons que ce plafond sera dépassé!"

### Activisme
Figure de proue de la société civile et grand défenseur des consommateurs, Lionel Agbo a notamment travaillé sur les enjeux du développement liés au secteur des télécommunications, permettant ainsi d'amorcer et d'accélérer l'enregistrement de réformes dans ce secteur.  Il a notamment lutté pour la baisse substantielle des coûts de la téléphonie mobile et pour l’amélioration de la qualité de la prestation des opérateurs GSM au Bénin.
Le terme "ninisme" lui est attributé au moment des élections de 2001 au cours desquelles il prône le "ni Kérékou, ni Soglo", exprimant ainsi la frustration générale causée par le manque de renouvellement de la classe politique. Réputé pour son franc-parler, il met en garde l'opinion publique contre une bipolarisation de la politique nationale qui freinerait le développement de la culture politique du pays.
Lionel Agbo fait partie de ces avocats présents dans le débat politique et dont les vigoureuses critiques dénoncent ouvertement la corruption rampante au sein du pouvoir politique béninois.
Le 18 septembre 2012 l'ancien conseiller du Président Yayi Boni critique publiquement les dérives autoritaires de ce dernier sur la chaîne télévisée privée "Canal 3", propriété des candidats de l'opposition Issa Salifou et Patrice Talon. Cet épisode lui vaut d'être poursuivi et détenu plusieurs heures de manière préventive pour délit de presse, plus précisément pour complicité de diffamation et offense au chef de l'État.

### Son procès pour complicité d'offense au chef de l'État
Les critiques formulées publiquement par Lionel Agbo lors de sa conférence de presse de 2012 à l'encontre du régime de Yayi Boni, lui valent d'être inculpé pour complicité d'offense au chef de l’État. Une première au Bénin depuis la chute du régime de parti unique, un tel motif n’ayant jusqu’alors jamais été invoqué illustrant ainsi les difficultés du régime de Yayi Boni, tout particulièrement après l'"affaire Talon" qui accusait Patrice Talon de tentative d'empoisonnement sur le Président Yayi Boni et d'atteinte à la sûreté de l'État.
Le procès de Lionel Agbo a duré près de quatre mois, révélant plusieurs violations des droits de la défense. Le verdict relaxe Lionel Agbo des faits de complicité de diffamation mais le condamne à six mois de prison ferme avec mandat d'arrêt et à 500 000 francs CFA d'amende pour complicité d'offense au chef de l'État. Anticipant cette décision et son arrestation, Lionel Agbo parvient à fuir le pays pour se réfugier en France où il restera en exil pendant près de quatre ans, jusqu'à la confirmation par une décision de 2015 de la Cour d'appel de Cotonou du retrait de la plainte du Président Yayi Boni.

### Retour au Bénin après un exil forcé en France
De retour dans son pays natal après l'exil causé par les poursuites à son encontre, Lionel Agbo continue sa lutte pour l'état de droit. Il dénonce notamment des nominations de magistrats qu'il soupçonne avoir été faites en dehors des prescriptions légales.
Victime d'une tentative d'assassinat le 14 février 2016, il est contraint de retourner en France pour y recevoir les soins nécessaires à l'amélioration de son état.